# Alexandra Schreiber
Alexandra Schreiber (* 13. April 1963 in Regensburg, Bayern) ist eine deutsche Judoka. Alexandra Schreiber ist verheiratet und heißt inzwischen Alexandra Schreiber-Little.

## Vereine
Ihre Vereine waren unter anderem der TSV Bayer 04 Leverkusen und der Garather SV. Im Jahr 2004 übernahm sie im Internat des Vinzenz-Pallotti-Kollegs in Rheinbach einen Trainerposten. In ihrer Judokarriere erwarb sie zumindest den 4. Dan.

## Erfolge als aktive Judoka
Im Folgenden finden sich chronologisch die größten nationalen und internationalen Erfolge von Alexandra Schreiber:
- 1981 – Vize-Europameisterin in Madrid bis 66 kg
- 1983 – Deutsche Meisterin in Langenfeld bis 66 kg
- 1983 – Dritte bei der Europameisterschaft in Genua bis 66 kg
- 1984 – Deutsche Meisterin in Langenfeld bis 66 kg
- 1986 – Dritte bei der Weltmeisterschaft in Maastricht bis 66 kg
- 1986 – Vize-Europameisterin in London bis 66 kg
- 1987 – Deutsche Meisterin in Hannover bis 66 kg
- 1987 – Siegerin German Open Essen bis 66 kg
- 1987 – Weltmeisterin in Essen bis 66 kg
- 1988 – Europameisterin in Pamplona bis 66 kg
- 1989 – Vize-Europameisterin in Helsinki bis 66 kg
- 1990 – Europameisterin in Frankfurt am Main bis 66 kg
- 1992 – Deutsche Meisterin in Rastede bis 66 kg
- 1992 – Dritte bei der Europameisterschaft in Paris bis 66 kg
- 1992 – Fünfte bei Olympia in Barcelona bis 66 kg